# Ткачак, Брэди
Брэди Ткачак (англ. Brady Tkachuk; род. 16 сентября 1999, Скотсдейл, Аризона) — американский хоккеист, нападающий и капитан клуба НХЛ «Оттава Сенаторз».

## Карьера
Юношескую карьеру начал в команде по развитию юношей США, где хорошо себя зарекомендовал. После двух сезонов в USHL Брэди перешёл в команду Университета Бостона, играющей в NCAA. Ткачак успешно начал сезон в NCAA, где в начале чемпионата сыграл 19 матчей, забил 4 гола, сделал 10 результативных передач и был вызван в сборную США-U20 на МЧМ-2018. В конце сезона Брэди был выбран в команду лучших новичков лиги NCAA.
В преддверии драфта НХЛ 2018 года Ткачак занял второе место в итоговом рейтинге Центрального скаутского бюро НХЛ среди полевых игроков, играющих в лигах Северной Америки. В итоге он был выбран в 1-м раунде под общим 4-м номером командой «Оттава Сенаторз». 13 августа 2018 года Брэди подписал с «Сенаторами» трёхлетний контракт новичка. Ткачак принял участие в предсезонных играх и во время одной из них получил травму паха, в связи с этим он пропустил начало сезона НХЛ 2018/19.
Дебют Ткачака в НХЛ состоялся 8 октября 2018 года в матче против команды «Бостон Брюинз», в котором Оттава потерпела поражение со счётом 3:6. В следующей игре, 10 октября, Брэди забил свой первый гол в НХЛ, а следом и второй, оформив дубль в матче против «Филадельфия Флайерз». Он стал самым быстрым Ткачаком, который забил свой первый гол в НХЛ, Брэди обогнал своего отца и брата. По итогам сезона 2018/19 Брэди попал в символическую сборную новичков чемпионата.
11 декабря 2021 года в матче с «Тампой-Бэй Лайтнинг» оформил первый хет-трик в карьере, а «Сенаторз» выиграли матч со счётом 4:0.
27 января 2022 года был вызван на матч всех звёзд НХЛ вместо получившего травму одноклубника Дрейка Батерсона.
В апреле 2024 года вошёл в состав сборной США для участия на чемпионате мира по хоккею. На турнире заработал 13 очков (7+6), став вторым по результативности игроком сборной США, которая проиграла в 1/4 финала сборной Чехии со счётом 1:0.

## Личная жизнь
Старший брат Ткачака, Мэттью, также является профессиональным хоккеистом, в 2024 году выиграл Кубок Стэнли в составе «Флориды Пантерз». Отец Брэди и Мэттью, Кит, в прошлом также был известным профессиональным хоккеистом, одним из наиболее результативных американцев в истории НХЛ, сыграл более 1200 матчей и набрал за карьеру более 1000 очков.
Брэди имеет украинские корни как со стороны отца, так и со стороны матери. Также со стороны отца у него есть ирландские корни.

## Статистика
| Легенда | Легенда                    | Легенда | Легенда                   | Легенда | Легенда    |
| ------- | -------------------------- | ------- | ------------------------- | ------- | ---------- |
| И       | Количество проведённых игр | Штр     | Штрафное время            | +/−     | Плюс-минус |
| Г       | Голы                       | П       | Голевые передачи          | О       | Очки       |
| -       | Статистика неизвестна      | —       | Статистика не учитывалась |         |            |